# Siegfried Mundt
Siegfried Mundt (* 24. Juni 1951) ist ein ehemaliger deutscher Fußballspieler, der in der DDR Zweitligafußball bestritt. 

## Sportliche Laufbahn
Am erfolgreichsten war Siegfried Mundt als Nachwuchsspieler des Ost-Berliner BFC Dynamo. Mit dessen Jugendmannschaft wurde er 1967 DDR-Meister, und als 18-Jähriger gewann er 1969 mit der 3. Mannschaft den Ost-Berliner Bezirkspokal. Mit dem BFC II bestritt er in der Saison 1969/70 sein erstes Punktspiel in der zweitklassigen DDR-Liga. Es blieb dort in dieser Spielzeit sein einziger Einsatz, stattdessen war er Stammspieler der 3. Mannschaft in der drittklassigen Bezirksliga, wo er sich als erfolgreicher Torschütze auszeichnete. Zur Saison 1971/72 wechselte Mundt zur SG Dynamo Fürstenwalde, einer Außenstelle des BFC in der DDR-Liga. Er blieb dort eine Spielzeit lang, in der er sich als Stammspieler etablierte. Er bestritt 21 der 22 Ligaspiele und war mit fünf Toren erfolgreich. Anschließend kehrte er zum BFC zurück, wurde aber bis 1974 in der Lokalpresse nur 1972 mit seinem Einsatz als Stürmer in der Oberligamannschaft beim Testspiel gegen Lewski Sofia (1:3) erwähnt.
Mit Beginn der Saison 1974/75 schloss sich Mundt dem DDR-Liga-Vertreter Stahl Eisenhüttenstadt an. Nach einem zögerlichen Beginn als Einwechselspieler eroberte er sich vom 5. Spieltag an einen Stammplatz in der Angriffsformation und schoss am 8. Spieltag sein erstes Liga-Tor für die Stahl-Mannschaft. In seinen 18 Ligaeinsätzen kam er schließlich auf vier Tore. Mundt blieb für drei Spielzeiten in Eisenhüttenstadt, wurde von Trainer Günter Reinke ab 1975/76 aber im Mittelfeld eingesetzt. Als solcher blieb er weiter als Torschütze erfolgreich, besonders in der Saison 1976/77, als er hinter Rainer Hornauer (13 Tore) mit elf Treffern zweitbester Schütze von Stahl Eisenhüttenstadt und in der Ligastaffel B wurde. 
Zur Saison 1977/78 wechselte Mundt zum Ligakonkurrenten BSG Chemie PCK Schwedt, der Betriebssportgemeinschaft des Petrolchemischen Kombinats in Schwedt/Oder. Mundts Hoffnungen, dort an die Leistungen bei Eisenhüttenstadt anknüpfen zu können, erfüllten sich nicht. Auch in Schwedt war er drei Spielzeiten lang aktiv, konnte aber von den 66 Ligaspielen dieses Zeitraums verletzungsbedingt nur 22 Spiele bestreiten (1977/78 fünf, 1978/79 neun und 1979/80 acht). Wenn er einsatzfähig war, wurde er als Stürmer eingesetzt, traf auch in jeder Saison und erzielte insgesamt sieben Tore. Nach der Saison 1979/80 beendete er 29-jährig seine Laufbahn als Leistungsfußballer. 
In seinen acht DDR-Liga-Spielzeiten war er auf 101 Einsätze gekommen und hatte dabei 33 Tore erzielt. 